# Wieże Bismarcka

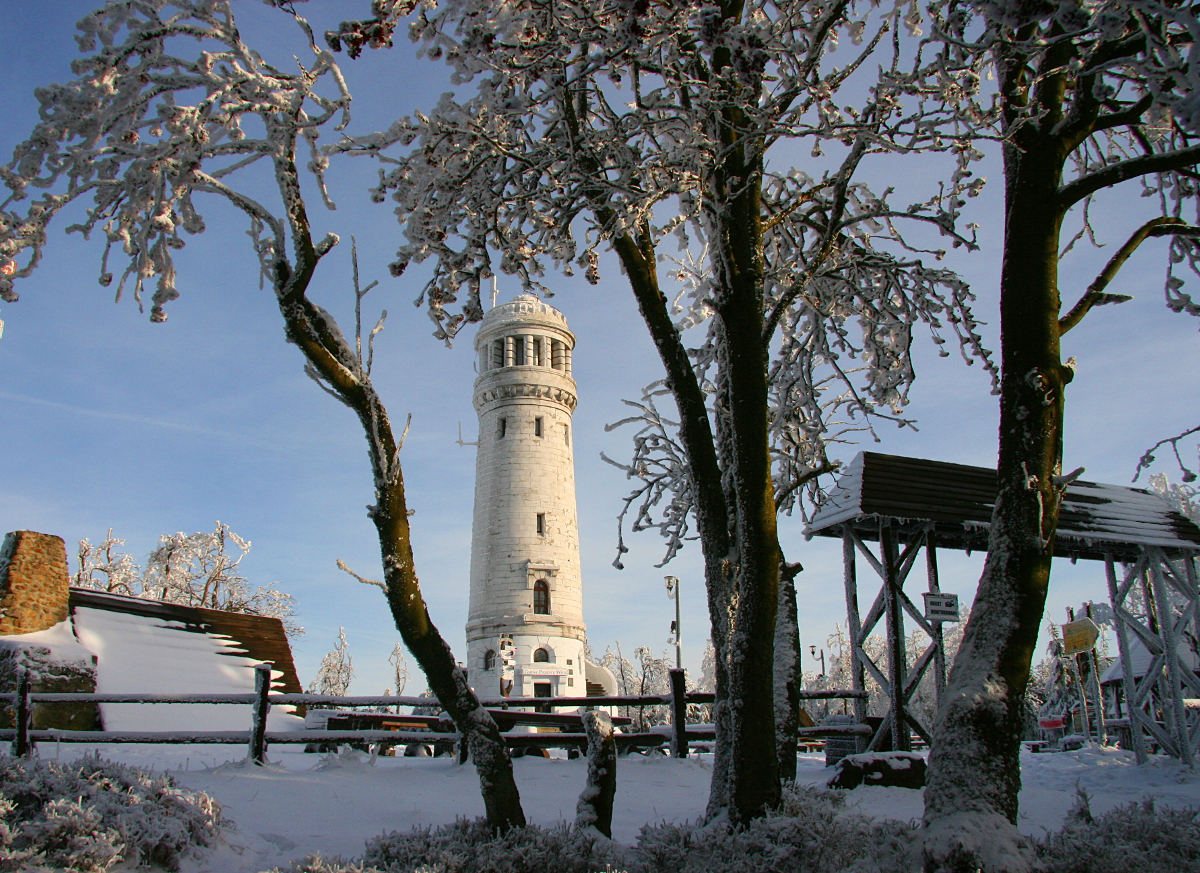
Wieża Bismarcka na Wielkiej Sowie

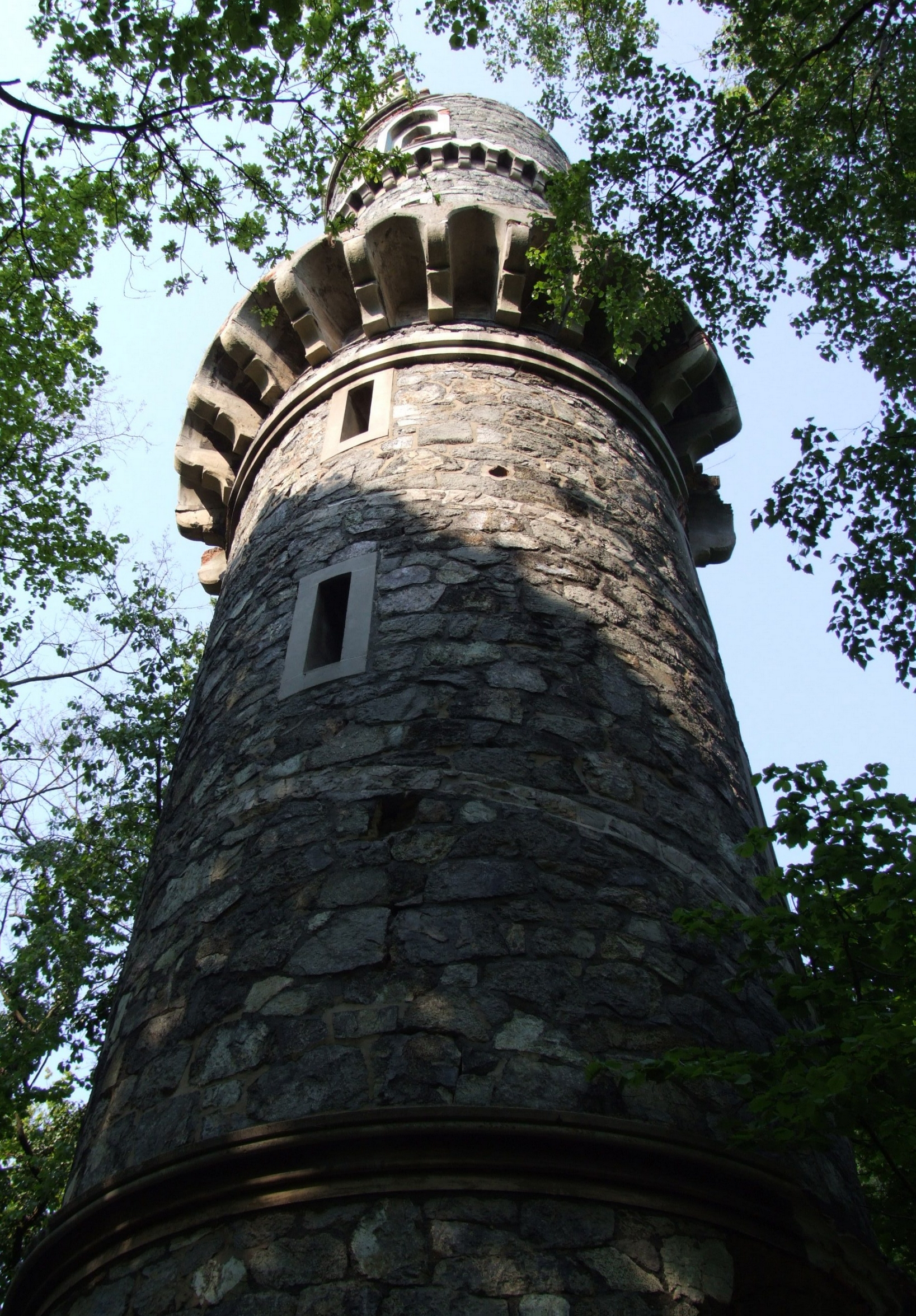
Pierwsza wieża Bismarcka na Jańskiej Górze z 1869 w Janówku

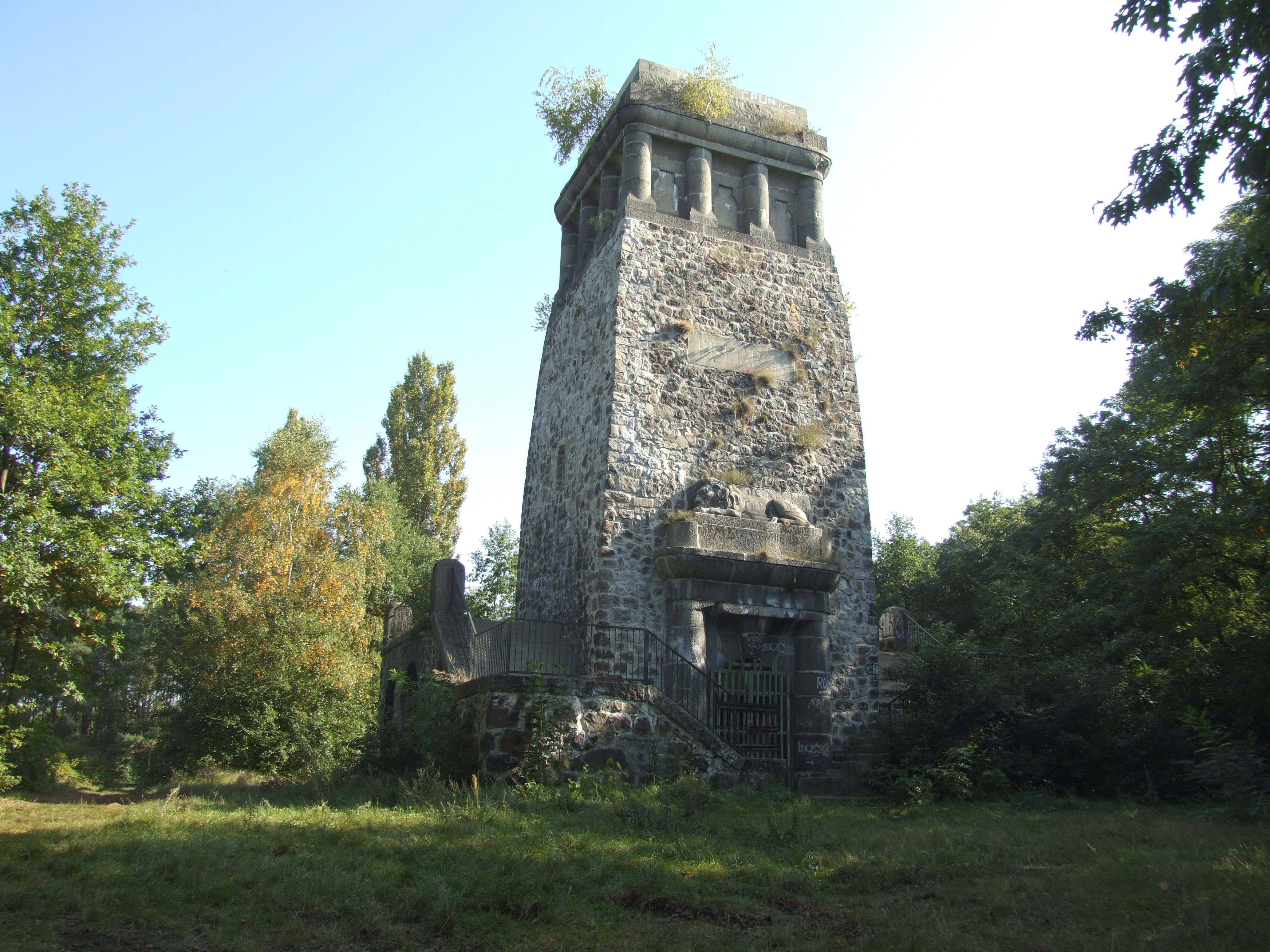
Wieża Bismarcka w Żaganiu

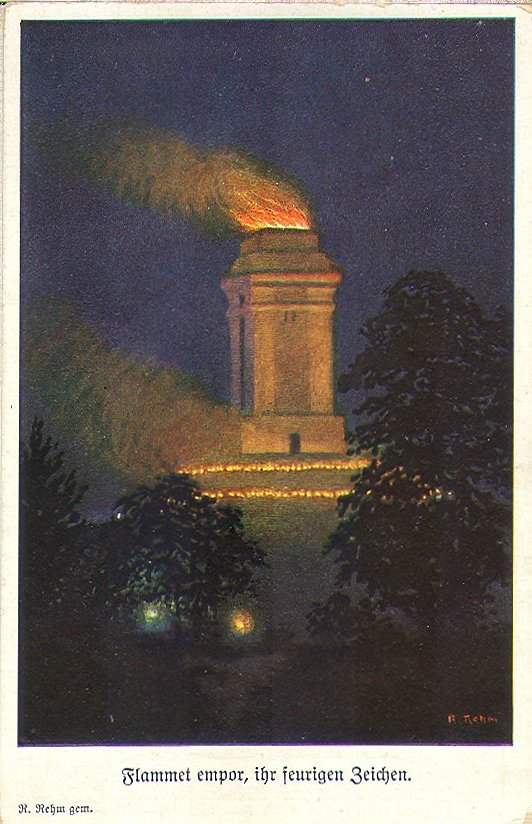
Iluminacja wieży Bismarcka

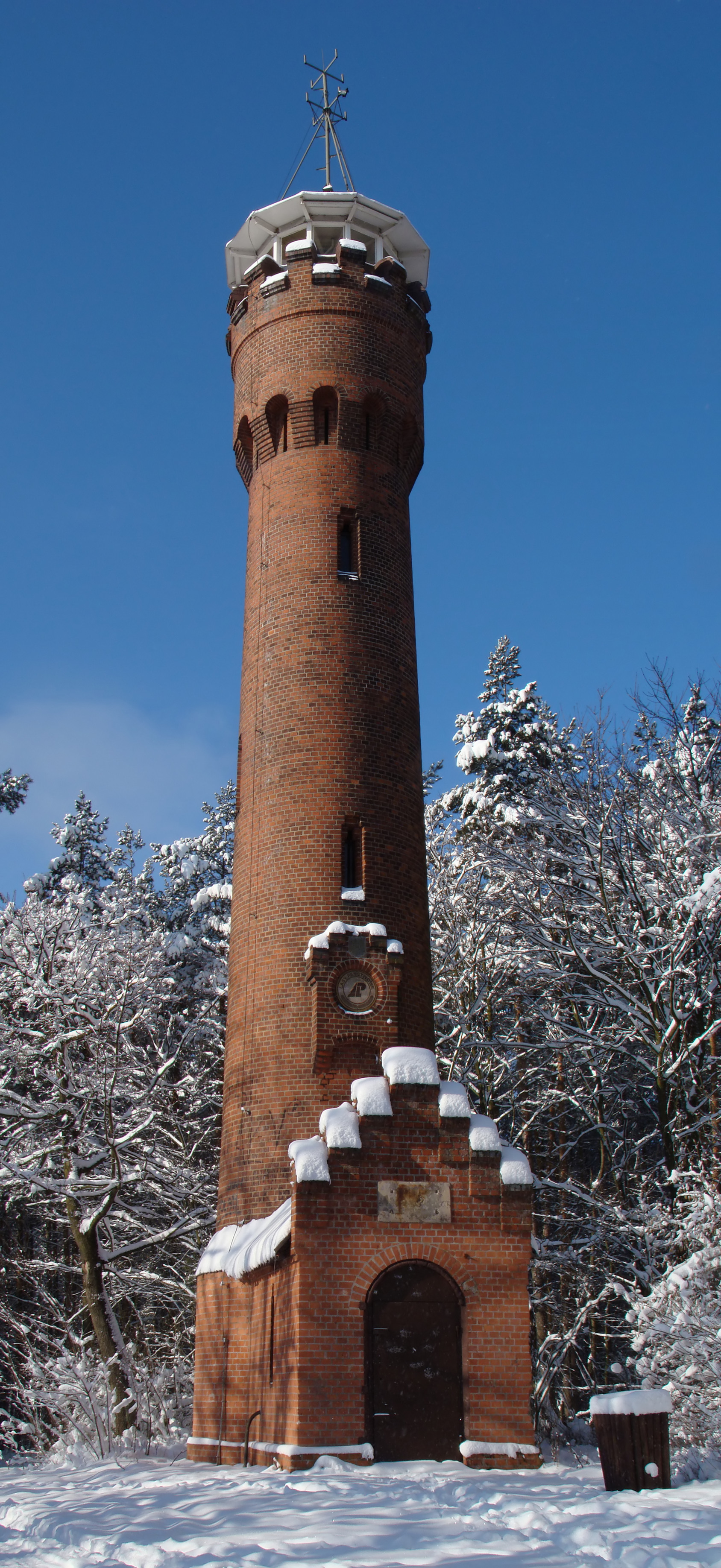
Wieża Bismarcka w Zielonej Górze

Wieże Bismarcka (niem. Bismarckturm) – powstałe w latach 1869–1934 (pierwsza wieża powstała na Dolnym Śląsku, koło wsi Ober-Johnsdorf, dziś Janówek) proste budowle w kształcie wieży lub kolumny, sławiące Ottona von Bismarcka i wyrażające niemiecką dumę narodową. Pierwsze budowle tego typu wybudowano jeszcze za życia Bismarcka, a ostatnia wieża została oddana do użytku w roku 1926 w Polanowie.
174 wieże i kolumny Bismarcka stoją na terenach dzisiejszych Niemiec, Francji, Czech, Polski, Rosji, Austrii, Kamerunu, Tanzanii i Chile. Kolejne 66 z tych budowli, w tym te wzniesione w dzisiejszej Danii i Papui-Nowej Gwinei, już nie istnieje.
Z tych 240 wież powstałych na całym świecie (w społecznościach niemieckich), ok. 50 było wynikiem oficjalnego konkursu na projekt takiej budowli, ogłoszonego w 1899 roku przez niemiecki Związek Studentów. W założeniu, konkurs miał skodyfikować i możliwie zunifikować projektowanie wież, nadając im symboliczny, prosty i masywny charakter.
W roku 1899 konkurs na projekt wieży Bismarcka wygrał drezdeński architekt Wilhelm Kreis pracą pt. Zmierzch Bogów (Götterdämmerung). W jego projekcie (niezbyt jednak często kopiowanym przez innych twórców) wieża ma wielostopniową podstawę, cztery kolumny i nadbudowę w postaci misy ogniowej. Wieże tego typu nazywa się niekiedy Kolumnami Bismarcka; spośród nich w Polsce zachowano po wojnie jedną, na Wieżycy w Sobótce.
Po powstaniu ustalono też, że kilkakrotnie w ciągu roku na wieżach rozpalany będzie ogień ku czci Bismarcka. Uroczystości takie przypadały na rocznice urodzin i śmierci patrona i inne święta, np. przesilenie letnie. Zwyczaj ten przetrwał w Niemczech w stanie szczątkowym do dziś. Nigdy zresztą nie udało się rozpalić ognia w tym samym czasie na wszystkich wieżach. Powodem była niemożliwość uzgodnienia wspólnego terminu, co wynikało z różnych okresów przerw w zajęciach na uniwersytetach.
Na terenie obecnej Polski zachowało się 17 z pierwotnych 40 pewnych lub prawdopodobnych wież Bismarcka (nie sposób czasami dotrzeć do dokumentów potwierdzających, że dana wieża była z założenia „wieżą Bismarcka”). Część źródeł podaje liczbę 19 zachowanych wież. Niektóre wieże Bismarcka są przypisywane innym miejscom niż te, gdzie się naprawdę znajdują, np. wieża na Wielkiej Sowie według oficjalnej terminologii znajduje się w odległym o kilkanaście kilometrów Dzierżoniowie; przypisuje się też ją do Pieszyc i gmina Pieszyce doprowadziła do remontu obiektu, ponownego udostępnienia jej dla turystów i zajmuje się obsługą wieży na Wielkiej Sowie. Wieża jest czynna i pełni funkcję wieży widokowej z piękną panoramą na Sudety i okolice.
W związku z odnowieniem pomnika Bismarcka w Nakomiadach, Rada Ochrony Pamięci Walk i Męczeństwa wypowiedziała się przeciwko upamiętnieniu Bismarcka.

## Lista wież Bismarcka w obecnej Polsce
- Wieża Bismarcka w Bydgoszczy (nie istnieje)
- Wieża Bismarcka w Chełmnie (nie istnieje)
- Wieża Bismarcka w Działdowie
- Wieża Bismarcka w Elblągu (nie istnieje)
- Wieża Bismarcka w Głogowie (nie istnieje)
- Wieża Bismarcka w Gubinie (nie istnieje)
- Wieża Bismarcka na Jańskiej Górze (według oficjalnej terminologii w Janówku, najstarsza)
- Wieża Bismarcka w Jasnej (nie istnieje)
- Wieża Bismarcka w Lisewie (nie istnieje)
- Wieża Bismarcka w Katowicach (nie istnieje)
- Wieża Bismarcka w Kępnie (nie istnieje)
- Wieża Bismarcka na Kopisku (według oficjalnej terminologii w Boguszowie-Gorcach, nie istnieje)
- Wieża Bismarcka w Lęborku
- Wieża Bismarcka w Mełnie (nie istnieje)
- Wieża Bismarcka w Międzychodzie (nie istnieje)
- Wieża Bismarcka w Międzyrzeczu (nie istnieje)
- Wieża Bismarcka w Mrągowie
- Wieża Bismarcka w Mysłowicach (nie istnieje)
- Wieża Bismarcka w Nysie
- Wieża Bismarcka w Okonku
- Wieża Bismarcka w Ostródzie
- Wieża Bismarcka w Ośnie Lubuskim (nie istnieje)
- Wieża Bismarcka w Polanowie (nie istnieje)
- Wieża Bismarcka w Raciborzu (nie istnieje)
- Wieża Bismarcka w Słubicach (nie istnieje)
- Wieża Bismarcka w Srokowie
- Wieża Gocławska w Szczecinie (do 1945 roku Wieża Bismarcka)
- Wieża Bismarcka w Szczecinku
- Wieża Bismarcka na Średniej Kopie (według oficjalnej terminologii w Głuchołazach, nie istnieje)
- Wieża Bismarcka w Świdwinie
- Wieża Bismarcka w Świebodzinie
- Wieża Bismarcka w Toruniu (nie istnieje)
- Wieża Bismarcka w Wieleniu
- Wieża Bismarcka na Wielkiej Sowie (według oficjalnej terminologii w Dzierżoniowie)
- Wieża Bismarcka na Wieżycy (według oficjalnej terminologii w Sobótce)
- Wieża Bismarcka na Witoszy (według oficjalnej terminologii w Staniszowie, nie istnieje)
- Wieża Bismarcka we Wschowie (nie istnieje)
- Wieża Bismarcka w Zielonej Górze od 1945 r. Wieża Wilkanowska
- Wieża Bismarcka w Złotowie (nie istnieje)
- Wieża Bismarcka w Żaganiu
- Wieża Bismarcka w Żarach